# Afrogarypus impressus
Afrogarypus impressus är en spindeldjursart som först beskrevs av Albert Tullgren 1907.  Afrogarypus impressus ingår i släktet Afrogarypus och familjen Geogarypidae. Inga underarter finns listade i Catalogue of Life.